# Trofeo de Campeones de la Liga Profesional 2022
El Trofeo de Campeones de la Liga Profesional 2022 fue la tercera edición de esta copa nacional organizada por la Asociación del Fútbol Argentino. 
Fue disputada entre el 2 y 6 de noviembre de aquel año por Boca Juniors (campeón de la Liga Profesional 2022 y de la Copa de la Liga Profesional 2022), Racing Club (subcampeón de la Liga Profesional 2022) y Tigre (subcampeón de la Copa de la Liga Profesional 2022) en un formato compuesto por semifinal y final a partido único.
El campeón fue Racing Club, quien ganaba la final por un marcador de 2 a 1 en tiempo suplementario tras un partido con polémicas en el arbitraje de Facundo Tello. Sin embargo, el silbante decidió terminar el encuentro reglamentariamente porque el equipo de Boca Juniors debió ser descalificado, quedando integrado por menos de siete jugadores tras sucesivas expulsiones, decretando cómo vencedor al conjunto de Avellaneda por el resultado existente (2-1).

## Equipos participantes
| Boca Juniors | Campeón de la Liga Profesional 2022 y de la Copa de la Liga Profesional 2022. |
| Racing Club  | Subcampeón de la Liga Profesional 2022.                                       |
| Tigre        | Subcampeón de la Copa de la Liga Profesional 2022.                            |

## Partidos

### Semifinal
| 2 de noviembre de 2022, 15:00 | Tigre                            | 2:3 (2:0, 2:2) (t. s.) | Racing Club                             | Estadio Tomás Adolfo Ducó, Buenos Aires          |                                                  |
|                               | Retegui 28' (pen.) · Colidio 37' | Reporte                | Romero 58' · J. Gómez 83' · Hauche 117' | Árbitro(s): Darío Herrera VAR: Fernando Espinoza | Árbitro(s): Darío Herrera VAR: Fernando Espinoza |

### Final
| 6 de noviembre de 2022, 17:00 | Boca Juniors | 1:2 (1:1, 1:1) (t. s.) | Racing Club              | Estadio La Pedrera, Villa Mercedes        |                                           |
|                               | Briasco 18'  | Reporte                | Rojas 22' · Alcaraz 118' | Árbitro(s): Facundo Tello VAR: Diego Abal | Árbitro(s): Facundo Tello VAR: Diego Abal |

#### Ficha
| 1          | POR        | Agustín Rossi       |     |
| 17         | DEF        | Luis Advíncula      |     |
| 5          | DEF        | Carlos Zambrano     | 46' |
| 4          | DEF        | Nicolás Figal       |     |
| 18         | DEF        | Frank Fabra         |     |
| 8          | MED        | Guillermo Fernández | 85' |
| 33         | MED        | Alan Varela         |     |
| 20         | MED        | Juan Ramírez        | 85' |
| 29         | DEL        | Norberto Briasco    | 73' |
| 38         | DEL        | Luis Vázquez        | 65' |
| 22         | DEL        | Sebastián Villa     |     |
| Entrenador | Entrenador | Hugo Ibarra         |     |

| 21         | POR        | Gabriel Arias      |     |
| 34         | DEF        | Facundo Mura       | 80' |
| 30         | DEF        | Leonardo Sigali    |     |
| 33         | DEF        | Gonzalo Piovi      |     |
| 5          | DEF        | Eugenio Mena       |     |
| 11         | MED        | Jonathan Gómez     | 61' |
| 29         | MED        | Aníbal Moreno      |     |
| 10         | MED        | Matías Rojas       | 79' |
| 7          | DEL        | Gabriel Hauche     | 60' |
| 15         | DEL        | Maximiliano Romero |     |
| 17         | DEL        | Johan Carbonero    |     |
| Entrenador | Entrenador | Fernando Gago      |     |

| 3  | DEF | Agustín Sández  | 46' |
| 41 | DEL | Luca Langoni    | 65' |
| 9  | DEL | Darío Benedetto | 73' |
| 33 | MED | Cristian Medina | 85' |
| 10 | MED | Óscar Romero    | 85' |

| 22 | MED | Carlos Alcaraz | 60'      |
| 19 | MED | Leonel Miranda | 61' 100' |
| 48 | DEF | Emiliano Insúa | 79'      |
| 4  | DEF | Iván Pillud    | 80'      |
| 23 | MED | Nicolás Oroz   | 100'     |

| Anotado | 18' | Norberto Briasco | 1:0 |

| Anotado | 22'  | Matías Rojas   | 1:1 |
| Anotado | 118' | Carlos Alcaraz | 1:2 |

| Amonestado | 40' | Guillermo Fernández |
| Amonestado | 82' | Nicolás Figal       |
| Amonestado | 88' | Cristian Medina     |

| Amonestado | 31' | Gabriel Hauche |
| Amonestado | 36' | Eugenio Mena   |
| Amonestado | 73' | Facundo Mura   |
| Amonestado | 77' | Leonel Miranda |

| Expulsado            | 90+5'  | Sebastián Villa |
| Otorgado · Expulsado | 100'   | Alan Varela     |
| Expulsado            | 120+4' | Luis Advíncula  |
| Expulsado            | 120+6' | Carlos Zambrano |
| Expulsado            | 120+7' | Diego González  |
| Otorgado · Expulsado | 120+8' | Frank Fabra     |
| Expulsado            | 120+9' | Darío Benedetto |

| Expulsado            | 90+5'  | Johan Carbonero |
| Otorgado · Expulsado | 120+4' | Carlos Alcaraz  |
| Expulsado            | 120+6' | Jonathan Galván |

| Árbitro             | Facundo Tello      |
| Árbitros asistentes | Cristian Navarro   |
| Árbitros asistentes | Sebastián Rainieri |
| Cuarto árbitro      | Leandro Rey Hilfer |
| Quinto árbitro      | Gerardo Carretero  |
| VAR                 | Diego Abal         |
| Asistentes del VAR  | Lucas Novelli      |
| Asistentes del VAR  | Diego Verlotta     |

| 1          | POR        | Agustín Rossi       |     |
| 17         | DEF        | Luis Advíncula      |     |
| 5          | DEF        | Carlos Zambrano     | 46' |
| 4          | DEF        | Nicolás Figal       |     |
| 18         | DEF        | Frank Fabra         |     |
| 8          | MED        | Guillermo Fernández | 85' |
| 33         | MED        | Alan Varela         |     |
| 20         | MED        | Juan Ramírez        | 85' |
| 29         | DEL        | Norberto Briasco    | 73' |
| 38         | DEL        | Luis Vázquez        | 65' |
| 22         | DEL        | Sebastián Villa     |     |
| Entrenador | Entrenador | Hugo Ibarra         |     |

| 21         | POR        | Gabriel Arias      |     |
| 34         | DEF        | Facundo Mura       | 80' |
| 30         | DEF        | Leonardo Sigali    |     |
| 33         | DEF        | Gonzalo Piovi      |     |
| 5          | DEF        | Eugenio Mena       |     |
| 11         | MED        | Jonathan Gómez     | 61' |
| 29         | MED        | Aníbal Moreno      |     |
| 10         | MED        | Matías Rojas       | 79' |
| 7          | DEL        | Gabriel Hauche     | 60' |
| 15         | DEL        | Maximiliano Romero |     |
| 17         | DEL        | Johan Carbonero    |     |
| Entrenador | Entrenador | Fernando Gago      |     |

| 3  | DEF | Agustín Sández  | 46' |
| 41 | DEL | Luca Langoni    | 65' |
| 9  | DEL | Darío Benedetto | 73' |
| 33 | MED | Cristian Medina | 85' |
| 10 | MED | Óscar Romero    | 85' |

| 22 | MED | Carlos Alcaraz | 60'      |
| 19 | MED | Leonel Miranda | 61' 100' |
| 48 | DEF | Emiliano Insúa | 79'      |
| 4  | DEF | Iván Pillud    | 80'      |
| 23 | MED | Nicolás Oroz   | 100'     |

| Anotado | 18' | Norberto Briasco | 1:0 |

| Anotado | 22'  | Matías Rojas   | 1:1 |
| Anotado | 118' | Carlos Alcaraz | 1:2 |

| Amonestado | 40' | Guillermo Fernández |
| Amonestado | 82' | Nicolás Figal       |
| Amonestado | 88' | Cristian Medina     |

| Amonestado | 31' | Gabriel Hauche |
| Amonestado | 36' | Eugenio Mena   |
| Amonestado | 73' | Facundo Mura   |
| Amonestado | 77' | Leonel Miranda |

| Expulsado            | 90+5'  | Sebastián Villa |
| Otorgado · Expulsado | 100'   | Alan Varela     |
| Expulsado            | 120+4' | Luis Advíncula  |
| Expulsado            | 120+6' | Carlos Zambrano |
| Expulsado            | 120+7' | Diego González  |
| Otorgado · Expulsado | 120+8' | Frank Fabra     |
| Expulsado            | 120+9' | Darío Benedetto |

| Expulsado            | 90+5'  | Johan Carbonero |
| Otorgado · Expulsado | 120+4' | Carlos Alcaraz  |
| Expulsado            | 120+6' | Jonathan Galván |

| Árbitro             | Facundo Tello      |
| Árbitros asistentes | Cristian Navarro   |
| Árbitros asistentes | Sebastián Rainieri |
| Cuarto árbitro      | Leandro Rey Hilfer |
| Quinto árbitro      | Gerardo Carretero  |
| VAR                 | Diego Abal         |
| Asistentes del VAR  | Lucas Novelli      |
| Asistentes del VAR  | Diego Verlotta     |

|                                 |
|                                 |
| Campeón Racing Club 1.er título |